# 황은호탕
《황은호탕》(皇恩浩荡)은 2016년 방송되었던 대만의 드라마이다.

## 소개
- 한 명의 황제와 한 명의 황후가 현대에서 죽마고우가 되어 서로 사랑하는 이야기를 다룬 타임슬립 드라마

## 등장 인물
- 이장우 - 송옥 역
- 팡안나 - 자오샤오 역
- 아오취안 - 저우이밍 역
- 진광이 (Andrea Chen) - 구요롱 역
- 지친 (季芹) - 왕후 역
- 서내린 (徐乃麟) - 자오강 역
- 위메이런 - 멸절사태 역